# Ⱍ
Cette page contient des caractères spéciaux ou non latins. S’ils s’affichent mal (▯, ?, etc.), consultez la page d’aide Unicode.
Tcherv (Червь en cyrillique ; capitale Ⱍ, minuscule ⱍ) est la 28e lettre de l'alphabet glagolitique.

## Linguistique
La lettre sert à noter le phonème /t͡ʃ/.

## Historique
L'origine de la lettre n'est pas connue.

## Représentation informatique
- Unicode :
  - Capitale Ⱍ : U+2C1D
  - Minuscule ⱍ : U+2C4D